# Metraria brevipes
Metraria brevipes är en svampart som beskrevs av Wakef. 1912. Metraria brevipes ingår i släktet Metraria och familjen Agaricaceae.   Inga underarter finns listade i Catalogue of Life.